# Attacus lemairei
Attacus lemairei är en fjärilsart som beskrevs av Richard S. Peigler 1985. Attacus lemairei ingår i släktet Attacus och familjen påfågelsspinnare. Inga underarter finns listade i Catalogue of Life.